# Fügeeisen

Wappen des Glaserhandwerks mit altertümlichen Werkzeugen. (v.H.n.V. Kröseleisen, Glaserdiamant/Glasschneider, Glaserhammer, Lötkolben/Feuerkolben)

Ein Fügeeisen (auch Fügeisen oder Kröseleisen und Krösel, Krisel, Fiedermesser(abfiedern)) ist ein hakenähnliches Werkzeug der Glasmacher, mit dem kleine Teile von den Rändern der Werkstücke weggebrochen werden. An beiden Seiten sind an einem etwa ein Zentimeter breiten und etwa 22 Zentimeter langen Eisen die Haken mit minimalem Unterschied.
Bekannt ist das Kröseleisen schon aus York (England) seit etwa 1530 und in Deutschland seit dem 16. Jahrhundert.
Das Fügeeisen ist auch Bestandteil von Wappen, so z. B. in Heinrichsthal.